# فلافينياك
فلافينياك (بالفرنسية: Flavignac)‏ هي بلدية في مقاطعة فيين العليا في منطقة أقطانية الجديدة غرب وسط فرنسا.